# Campeonato Mundial de Atletismo Sub-20 de 2021 - 5000 m feminino
A prova dos 5000 metros feminino do Campeonato Mundial de Atletismo Sub-20 de 2021 ocorreu no dia 22 de agosto de 2021 no Centro Esportivo Internacional Moi, em Nairóbi, no Quênia. 

## Recordes
Antes desta competição, os recordes mundiais e do campeonato nesta prova eram os seguintes:
|       | Nome            | Nacionalidade | Tempo    | Local   | Data                |
| ----- | --------------- | ------------- | -------- | ------- | ------------------- |
| WU20R | Tirunesh Dibaba | Etiópia       | 14:30.88 | Bergen  | 11 de junho de 2004 |
| CR    | Genzebe Dibaba  | Etiópia       | 15:08.06 | Moncton | 21 de julho de 2010 |
| WU20L | Mizan Alem      | Etiópia       | 14:46.20 | Hengelo | 8 de junho de 2021  |

## Medalhistas
| Ouro             | Prata              | Bronze               |
| Mizan Alem (ETH) | Melknat Wudu (ETH) | Prisca Chesang (UGA) |

## Cronograma
Todos os horários são locais (UTC+3).  
| Data         | Hora  | Evento |
| ------------ | ----- | ------ |
| 22 de agosto | 17:10 | Final  |

## Resultado final
A prova final foi realizada no dia 22 de agosto às 17:10. 
| Posição           | Atleta            | Nacionalidade | Tempo    | Notas |
| ----------------- | ----------------- | ------------- | -------- | ----- |
| Medalha de ouro   | Mizan Alem        | Etiópia       | 16:05.61 |       |
| Medalha de prata  | Melknat Wudu      | Etiópia       | 16:13.16 |       |
| Medalha de bronze | Prisca Chesang    | Uganda        | 16:21.78 |       |
| 4                 | Zenah Cheptoo     | Quênia        | 16:29.44 |       |
| 5                 | Carla Domínguez   | Espanha       | 16:45.79 |       |
| 6                 | Maureen Cherotich | Quênia        | 16:58.95 |       |
| 7                 | Oliwia Wawrzyniak | Polónia       | 17:17.59 |       |
| 8                 | Ankita            | Índia         | 17:17.68 |       |
| 9                 | Fiori Ghebrehiwot | Eritreia      | 17:22.65 |       |
| 10                | Scarlett Chebet   | Uganda        | 17:36.26 |       |

Legenda
| Recorde mundial       | Recorde mundial (World record)               |                       | Recorde africano                      | Recorde africano (African) |                                           | Q | Classificado por posição (Qualified) |
| Recorde do campeonato | Recorde do campeonato (Championship record)  | Recorde da América    | Recorde da América (Americas)         | q                          | Classificado por melhor tempo (Qualified) |   |                                      |
| Melhor marca do ano   | Melhor marca do ano (World leading)          | Recorde asiático      | Recorde asiático (Asian)              | DNS                        | Não largou (Did not start)                |   |                                      |
| Recorde nacional      | Recorde nacional (National record)           | Recorde europeu       | Recorde europeu (European)            | DNF                        | Não terminou (Did not finish)             |   |                                      |
| Recorde pessoal       | Recorde pessoal do atleta (Personal best)    | Recorde da Oceania    | Recorde da Oceania (Oceania)          | DSQ / DQ                   | Desclassificado (Disqualified)            |   |                                      |
| Recorde da temporada  | Recorde da temporada do atleta (Season best) | Recorde sul-americano | Recorde sul-americano (South America) | NM                         | Sem marca (No mark)                       |   |                                      |